# DTM 1990
DTM 1990 vanns av Hans-Joachim Stuck.

## Delsegrare
| Bana        | Vinnare            | Märke    | Vinnare            | Märke    |
| ----------- | ------------------ | -------- | ------------------ | -------- |
| Zolder      | Kurt Thiim         | Mercedes | Kurt Thiim         | Mercedes |
| Hockenheim  | Klaus Ludwig       | Mercedes | Johnny Cecotto     | BMW      |
| Nürburgring | Steve Soper        | BMW      | Steve Soper        | BMW      |
| Avus        | Hans-Joachim Stuck | Audi     | Hans-Joachim Stuck | Audi     |
| Mainz       | Johnny Cecotto     | BMW      | Johnny Cecotto     | BMW      |
| Wunstorf    | Hans-Joachim Stuck | Audi     | Hans-Joachim Stuck | Audi     |
| Nürburgring | Jacques Laffite    | BMW      | Frank Biela        | Mercedes |
| Norisring   | Hans-Joachim Stuck | Audi     | Roberto Ravaglia   | BMW      |
| Diepholz    | Kurt Thiim         | Mercedes | Joachim Winkelhock | BMW      |
| Nürburgring | Emanuele Pirro     | BMW      | Walter Röhrl       | Audi     |
| Hockenheim  | Hans-Joachim Stuck | Audi     | Hans-Joachim Stuck | Audi     |

## Slutställning
| Plats | Förare             | Märke    | Poäng |
| ----- | ------------------ | -------- | ----- |
| 1     | Hans-Joachim Stuck | Audi     | 189   |
| 2     | Johnny Cecotto     | BMW      | 177   |
| 3     | Kurt Thiim         | Mercedes | 162   |
| 4     | Steve Soper        | BMW      | 152   |
| 5     | Klaus Ludwig       | Mercedes | 140   |
| 6     | Joachim Winkelhock | BMW      | 119   |
| 7     | Jacques Laffite    | BMW      | 107   |
| 8     | Altfrid Heger      | BMW      | 98    |
| 9     | Fabien Giroix      | BMW      | 94    |
| 10    | Frank Biela        | Mercedes | 80    |